# Wiheomhan sanggyeollye 2
Wiheomhan sanggyeollye 2 (위험한 상견례 2?), noto anche con il titolo internazionale Enemies In-Law e Clash of the Families 2, è un film del 2015 diretto da Kim Jin-young. La pellicola è lo spin-off di Wiheomhan sanggyeollye (2011).

## Trama
Young-hee è nato in una famiglia di ladri, mentre la sua fidanzata Chul-soo ha alle spalle generazioni di poliziotti: quando i due annunciano di sposarsi, entrambe le famiglie si mostrano contrarie.

## Distribuzione
In Corea del Sud la pellicola è stata distribuita dalla Lotte Entertainment, a partire dal 29 aprile 2015.